# Ministère des Affaires étrangères (Arabie saoudite)
Le ministère des Affaires étrangères (MoFA ; arabe : وزارة الخارجية Wizārat al-Khārijīyah) est le ministère responsable de la gestion des relations extérieures du Royaume d'Arabie saoudite. Le ministère supervise les « relations internationales politiques, culturelles et financières » et veille aux relations diplomatiques du Royaume Il est créé en 1930 par un décret royal émis par le roi Abdelaziz Al Saoud, étant le premier organe ministériel créé par le roi.

## Histoire
Tout en consolidant le Royaume du Nejd et du Hedjaz nouvellement formé, le roi Abdelaziz établit des relations diplomatiques étrangères en envoyant des représentants et en recevant des délégations de divers États. En 1926, il établit la direction générale des affaires étrangères à La Mecque. Une branche de la direction est également ouverte à Djeddah. Le premier directeur général des affaires étrangères est Abdullah Beg Al Damluji (en), qui est également gouverneur du Hedjaz à cette époque.
En 1930, un décret royal est émis pour élever la direction générale au rang de ministère des Affaires étrangères. Le roi Abdelaziz nomme son fils, le prince Fayçal, comme premier ministre des Affaires étrangères. Le Royaume d'Arabie saoudite est formellement établi par le roi Abdelaziz en 1932.
Initialement, le ministère se compose de cinq départements, à savoir le cabinet particulier et les départements des affaires orientales, des affaires administratives, des affaires politiques et des affaires consulaires. Le ministère commence à établir des mission diplomatiques à l'étranger. La première est ouverte au Le Caire en 1926, suivie d'une autre à Londres en 1930. Le nombre de missions augmente de cinq en 1936 à 18 en 1951 et s'accroît encore par la suite.
À l'exception d'une brève interruption, le prince Fayçal continue de servir même après avoir accédé au trône en tant que Roi. Après son assassinat en 1975, son fils, le prince Saoud, succède à Fayçal comme ministre des Affaires étrangères. Saoud est le ministre des Affaires étrangères ayant servi le plus longtemps, tous pays confondus, à l'époque politique actuelle. Le ministère lance un magazine, The Diplomat, en 2007.
La rumeur court en 2010 que le prochain ministre des Affaires étrangères serait le prince Turki Al Fayçal, frère cadet de Saoud, après la retraite de ce dernier, ce qui ne se produit cependant pas.

## Hauts fonctionnaires
Les hauts fonctionnaires du ministère sont les suivants :
| Fonctionnaire              | Rang                                                              |
| -------------------------- | ----------------------------------------------------------------- |
| Fayçal ben Farhan Al Saoud | Ministre des Affaires étrangères                                  |
| Waleed A. Elkhereiji       | Vice-ministre des Affaires étrangères                             |
| Sara Al Sayed              | Vice-ministre des Affaires étrangères pour la diplomatie publique |
| Adel al-Joubeir            | Ministre d'État aux Affaires étrangères                           |

## Liste des ministres

### Ministres des Affaires étrangères
Voici la liste des ministres des Affaires étrangères depuis la création du ministère :
| N° | Image | Nom                               | Prise de fonction | Fin de fonction  | Roi                                                                          |
| -- | ----- | --------------------------------- | ----------------- | ---------------- | ---------------------------------------------------------------------------- |
| 1  |       | Fayçal ben Abdelaziz Al Saoud     | 19 décembre 1930  | 22 décembre 1960 | Abdelaziz (1932–1953) Saoud (1953–1964)                                      |
| 2  |       | Ibrahim ben Abdallah Al Souwaiyel | 22 décembre 1960  | 16 mars 1962     | Saoud (1953–1964)                                                            |
| 3  |       | Fayçal ben Abdelaziz Al Saoud     | 16 mars 1962      | 25 mars 1975     | Saoud (1953–1964) Lui-même (1964–1975)                                       |
| 4  |       | Saoud ben Fayçal Al Saoud         | 13 octobre 1975   | 29 avril 2015    | Khaled (1975–1982) Fahd (1982–2005) Abdallah (2005–2015) Salmane (2015–2015) |
| 5  |       | Adel al-Joubeir                   | 29 avril 2015     | 27 décembre 2018 | Salmane (2015–aujourd'hui)                                                   |
| 6  |       | Ibrahim Abdelaziz Al-Assaf        | 27 décembre 2018  | 23 octobre 2019  | Salmane (2015–aujourd'hui)                                                   |
| 7  |       | Fayçal ben Farhan Al Saoud        | 23 octobre 2019   | Actuel           | Salmane (2015–aujourd'hui)                                                   |

### Ministres d'État aux Affaires étrangères
Les ministres d'État aux Affaires étrangères ayant servi sont les suivants :
1. Omar Al Saqqaf (1968–novembre 1974)
2. Mohammad Ibrahim Massoud (novembre 1974–mars 1975)[10]
3. Saoud ben Fayçal Al Saoud (mars 1975–octobre 1975)[10]
4. Nizar Madani (2005–2018)
5. Adel al-Joubeir (2018–Actuel)

## Bâtiment
Le bâtiment du ministère se trouve à Riyad et est conçu par Henning Larsen. Il marie les styles vernaculaire et monumental de l'architecture islamique. Larsen reçoit le Prix Aga Khan d'architecture en 1989 pour son travail sur le bâtiment,.
Construit en 1984, le bâtiment se compose de salles de réunion, de conférence et de prière, d'une bibliothèque et d'une salle de banquet. Extérieurement, le bâtiment apparaît comme une forteresse taillée dans un seul bloc de pierre.